# Kis bandikut
A kis bandikut (Isoodon obesulus) az emlősök osztályába, a bandikutalakúak rendjébe és a bandikutfélék családjába tartozó faj.

## Rendszerezése
A fajt George Shaw angol botanikus és zoológus írta le 1797-ben, a Didelphis nembe Didelphis obesula néven.

## Alfajai
- Isoodon obesulus nauticus Thomas, 1922
- Isoodon obesulus obesulus (Shaw, 1797)[1]

## Előfordulása
Ausztrália keleti, déli részein és Tasmania területén honos. Természetes élőhelyei a mérsékelt övi erdők, füves puszták és cserjések.

## Megjelenése
Testhossza 30-33, farokhossza 7,4-18 centiméter.

## Életmódja
A kis bandikut szaglással találja meg a táplálékát. Sűrű növénytakarójú területeken él, mert itt el tud rejtőzni a nagyobb ragadozók (sas vagy róka) elől. Férgekkel, rovarlárvákkal és föld alatti gombákkal táplálkozik. Még a skorpiókat is megeszi, ám előbb leharapja a mérgező farokrészt.